# East Lydford
East Lydford är en by i civil parish Lydford-on-Fosse, i enhetskommunen Somerset, i grevskapet Somerset, i England. Byn är belägen 16 km från Yeovil. East Lydford var en civil parish fram till 1933 när blev den en del av Lydford. Civil parish hade 113 invånare år 1931. Byn nämndes i Domedagsboken (Domesday Book) år 1086, och kallades då Lideford/Lideforda.